# Sinopotamon zixiense
Sinopotamon zixiense is een krabbensoort uit de familie van de Potamidae. De wetenschappelijke naam van de soort is voor het eerst geldig gepubliceerd in 2008 door Zou, Naruse & Zhou.